# خديشة (ريمة)

تعديل مصدري - تعديل

قرية خديشه   هي إحدى قرى عزلة البيادح الواقعة ضمن مديرية الجعفرية التابعة لمحافظة ريمة، بلغ تعداد سكانها (206) نسمة حسب تعداد اليمن لعام 2004.

## المحلات التابعة للقرية
- الخضراء
- باب الشريج
- المخلف
- باب الاغبر

## روابط خارجية
- الدليل الشامــل